# Jan Cabaj
Jan Cabaj (ur. 1899, zm. 1944 w Lublinie) – oficer Wojska Polskiego, „Sprawiedliwy wśród Narodów Świata”.

## Życiorys
Jako oficer Wojska Polskiego stacjonował w latach 1930–1938 ze swoim pułkiem w Kołomyi. Mieszkał tam z żoną Tatianą i córkami Janiną i Antoniną. Ich sąsiadami była rodzina Grünbergów – Baruch i Freda z domu Zuckerman z dziećmi: Miriam i Karolem. Janina przyjaźniła się z Miriam, z którą uczęszczała do szkoły. Antonina zaś przyjaźniła się z bratem Miriam – Karolem. W 1938 Cabajowie przenieśli się do Garwolina, gdzie Jan Cabaj, wówczas w stopniu porucznika, dowodził plutonem gospodarczym w 1 pułku Strzelców Konnych. Podczas okupacji niemieckiej Jan działał w ruchu oporu. W Armii Krajowej działały również jego córki.
W 1941 Grünbergowie znaleźli się w getcie w Kołomyi, następnie zaś w Stanisławowie. Baruch i Karol zginęli. Freda wraz z córką zostały złapane w getcie w Stanisławowie w listopadzie 1942. Zbiegły podczas transportu. Podczas ucieczki Freda w wyniku skoku złamała obie nogi. Miriam sama dotarła do Cabajów, gdzie otrzymała schronienie i pozostawała na utrzymaniu do stycznia 1943. Od przyjaciółki dostała dokumenty na nazwisko Helena Balkowska. Miriam, mimo zapewnień Cabajów, że może zostać u nich, na początku 1943 udała się do Warszawy, gdzie uzyskała kennkartę. Pracowała jako pomoc kuchenna i sprzątaczka. Na niedziele przyjeżdżała do Cabajów. W październiku 1944 opuściła Warszawę razem z żandarmerią. Na początku marca 1945 została wyzwolona przez oddziały amerykańskie w Ahlen. Po wojnie pozostała w Niemczech, gdzie wyszła za mąż za Helmuta Sandera (1921–1993). Utrzymywała kontakt z Cabajami.
W sierpniu 1943 Niemcy aresztowali Jana Cabaja za działalność konspiracyjną. W grudniu 1943 wywieziono go do więzienia na Zamku Lubelskim, gdzie został stracony w kwietniu 1944.
W 1991 Jan Cabaj wraz z żoną i córkami zostali odznaczeni medalem Sprawiedliwych wśród Narodów Świata.